# Fleckennachtschwalbe
Die Fleckennachtschwalbe (Caprimulgus tristigma) ist eine Vogelart aus der Familie der Nachtschwalben (Caprimulgidae).
Sie kommt in Äthiopien, im Süden des Südsudans und Nordosten der Demokratischen Republik Kongo südlich bis Burundi und im Norden von Tansania sowie in Guinea, Sierra Leone, Sambia, Südafrika, Angola, Namibia, Nigeria und Westafrika vor.
Ihr Verbreitungsgebiet umfasst felsige Hügel und Steilhänge von 600 bis 2000 m.

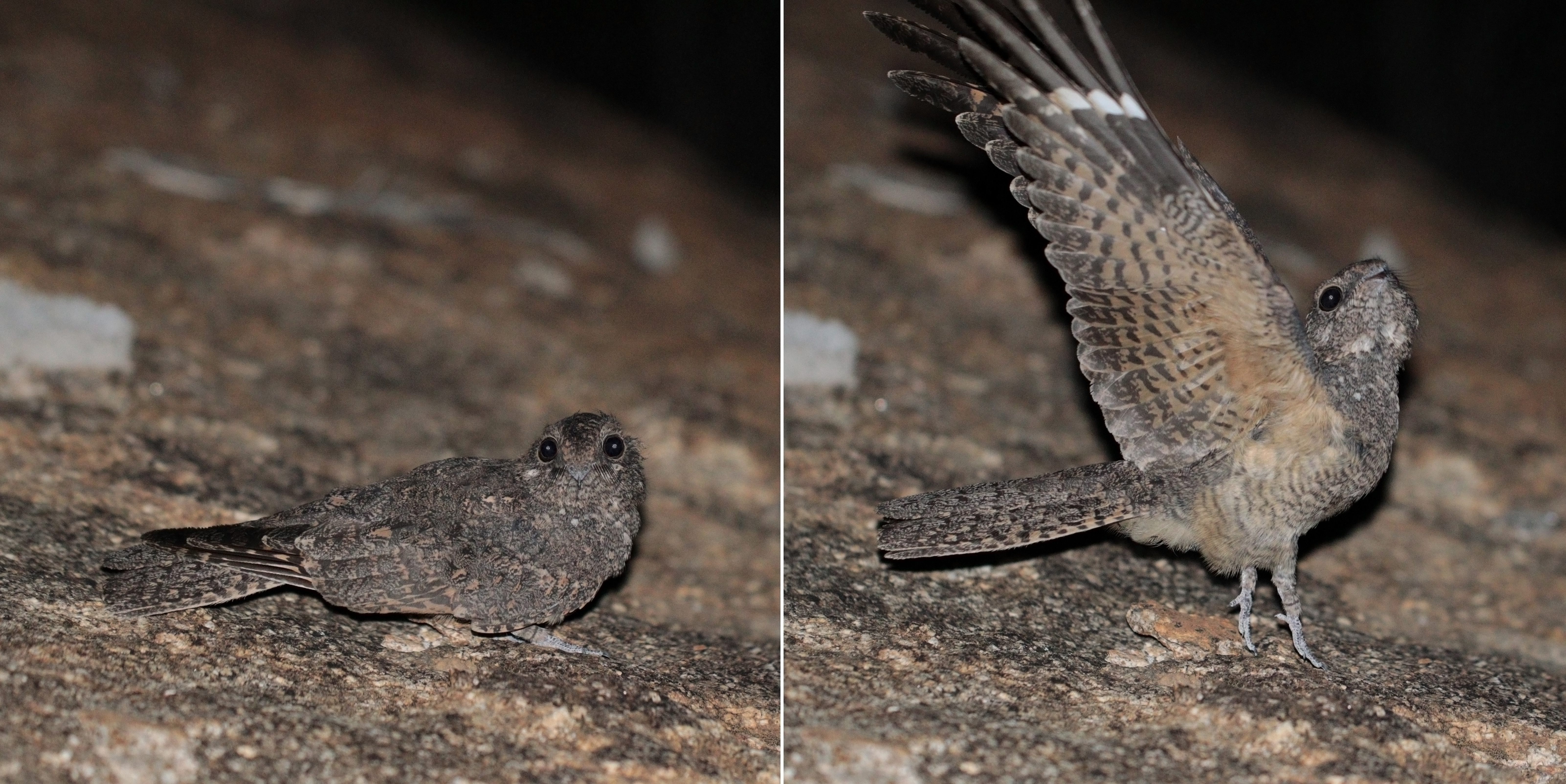
Weibchen

## Beschreibung
Die Fleckennachtschwalbe ist 26–28 cm groß, das Männchen wiegt 70–100 g, das Weibchen 69–91 g.
Sie ist ein großer dunkler, graubrauner Vogel, die Oberseite einschließlich der Oberflügel ist
schwarzbraun mit diffusen feinen grauen oder gelbbraunen Flecken. Ein Nackenband ist nicht abgrenzbar. An der Kehle finden sich mitunter kleine weißliche Flecken.
Beim Männchen zeigen sich im Fluge weiße Flecken auf den 4. Handschwingen und auf den Steuerfedern kleine weiße Ecken. Der Schwanz ist dunkelbraun auf braun gestreift.

## Stimme
Der Ruf des Männchens wird als unregelmäßiges, melodisch bis scharfes whow, whow, whow, whow oder kow-whow, kow-whow beschrieben, oft mit eingestreutem wup-wup-wup.

## Geografische Variation
Es werden folgende anerkannte Unterarten unterschieden:
- C. t. granosus Clancey, 1965 – Südosten der Demokratischen Republik Kongo, Sambia, Tansania bis Südafrika.
- C. t. lentiginosus A. Smith, 1845 – Westen von Angola, Namibia und Südafrika.
- C. t. tristigma Rüppell, 1840, Nominatform – Äthiopien, Südsudan und Nordosten der Demokratischen Republik Kongo bis Burundi und Nordtansania.
- C. t. pallidogriseus R. H. Parker & C. W. Benson, 1971 – Nigeria.[4]

## Lebensweise
Die Nahrung besteht aus Nachtfaltern, geflügelten Termiten und Käfern.
Die Brutzeit liegt in Nigeria zwischen Januar und Mai, in Äthiopien, Kenia and Zaire zwischen Mai und Juni und in Ruanda, Burundi, Tansania und Sambia zwischen Ende August und November.

## Gefährdungssituation
Die Fleckennachtschwalbe gilt als „nicht gefährdet“ (least concern).